# Bigman
Bigman (빅맨; * 6. Juni 1999 als Yoon Dae-woong (윤대웅) in Cheongju, Chungcheong-do) ist ein südkoreanischer Beatboxer, Webvideoproduzent, Singer-Songwriter und Komponist. Bigman ist am ehesten bekannt geworden durch die Top 8 in der Asia Beatbox Championship 2017, sowie durch sein auf YouTube hochgeladenes Wildcard-Winner-Video, das viral gegangen ist. Bigman ist offiziell bei Sidus HQ gesigned worden und er machte sein Debüt mit dem veröffentlichten Singlealbum DAY BY DAY am 31. Mai 2019.

## Leben vor der Karriere
Bigman ist in Cheongju geboren worden. Als er im dritten Jahr der Mittelschule war, begann er mit dem Beatboxen als ein Hobby, um Stress abzubauen. Unter dem Einfluss von seinen Eltern, die in einer Band spielten, bekam er ein Interesse an Musik und startete mit Beatbox-Videos, damit man sie in sozialen Medien sehen kann.

## Karriere
Bigman begann am 1. Februar 2017 mit seiner Beatbox-Karriere an dem „By The JB Beatbox Battle“ in Gunsan und kam in das Viertelfinale in die Top 8. Am 12. August 2017 war er der Einstiegsmeister in Die to Die vol. 3 in Busan und kam ins Halbfinale in die Top 4. Er versuchte dem Wettbewerb des asiatischen Beatbox Championship in Taiwan beizutreten und gewann vorhersehbar eine Wildcard für sein Einstiegsvideo, damit der Eintritt zum Wettbewerb gewährt werden kann. Am 19. und 20. August 2017, kam er durch die Ausscheidungsrunden zu den K.-o.-Runden hindurch, aber verlor in den Viertelfinalen und kam somit nur in die Top 8. Fast sofort nach der Veranstaltung ging sein Wildcardgewinner-Video viral, so dass er praktisch über Nacht über eine Million Aufrufe dazugewann. Verschiedene Kanäle mit viralen Videos unterstützten sein Video, so dass er zum Erscheinen zur The Ellen DeGeneres Show am 13. September 2017 aufgefordert wurde.
Am 25. März 2018 trat Bigman dem Weltbeatboxer-Wettbewerb Grand Beatbox Battle in Basel, Schweiz von Swissbeatbox bei, aber kam nur in die Ausscheidungsrunden. Am 19. August 2018 trat er einem anderen Weltbeatboxerwettbewerb bei, nämlich Beatbox Legend Classic in Foshan, China und er kam in das Viertelfinale in die Top 8 als Ergebnis der Veranstaltung. Am 11. Oktober 2018 erschien er im koreanisch-amerikanischen Symphonie Orchester als koreanisch-amerikanisches Freundschaftskonzert in Infinite Energy Area Center, Atlanta, USA. Am 16. November 2018, unterzeichnete er offiziell bei Sidus HQ wegen seiner musikalischen Aktivitäten. Am 2. Dezember 2018 machte er sein offizielles Debüt als ein Sänger mit dem Singlesong Joshua at Metro durch Teilnahme an der Erzeugergemeinschaft 015B.
Am 31. Mai 2019 veröffentlichte Bigman sein erstes Singlealbum, bei dem der Tracksong Day by Day miteingeschlossen ist, welches von Rocoberry produziert wurde und dort ist als anderer Tracksong Get Tired of My Love von seinem Upgrade Routine Battle mit dem Regisseur vom Videokünstler DRGN LAKE enthalten.

## Musikalischer Stil
Bigman meint, dass sein größter Einfluss Gene Shinozaki ist, da er mit ihm einen sehr ähnlichen Stil teilt. Die beiden fokussieren sich eher am Kreieren von Liedern als an Battle Routinen und sie benutzen eine bunte Mischung an Techniken, um eine einzelne Melodie zu kreieren. Bigman lässt sich viel von Pop und R&B Musik inspirieren und er macht die Komposition sowie das Singer-Songwriting in seiner Musik, indem er seine Beatbox-Fähigkeiten als eine Quelle für Musik einsetzt. Er hat exzellente Vocal Skills und drückt sich dadurch hauptsächlich in einem melodischen oder melodiebasierten Beatbox aus. Den Flow seines bisher vorhandenen Beatbox-Stils, welcher hauptsächlich Rhythmus und Tempo ausdrückte, änderte er in einen Flow von „Make Music a beatbox“ (Deutsch: „Mache Musik als Beatbox“), was somit einen großen Einfluss auf seinen jetzigen Flowstil hat.

## Andere Unternehmungen
Bigman hat während seiner Karriere zahlreiche nationale und ausländische Werbeverträge in verschiedenen Branchen abgeschlossen. Er war in der Hongkong-Werbung für die PlayStation mit dem Beatboxer KRNFX im Jahr 2018 zu sehen und im gleichen Jahr in einer koreanischen Werbung mit der Sängerin Hwasa, die Mitglied von Mamamoo ist, für Subway.
Bigman diente 2020 als PR-Botschafter für den Landkreis Goesan.

## Performance in Wettbewerben
| Jahr | Wettbewerb                       | Teilnahmeort     | Ergebnis      |
| ---- | -------------------------------- | ---------------- | ------------- |
| 2017 | By The JB Beatbox Battle         | Gunsan, Südkorea | Top 8         |
| 2017 | Die to Die vol.3                 | Busan, Südkorea  | Top 4         |
| 2017 | Asiatischer Beatbox Championship | Taiwan           | Top 8         |
| 2018 | Grand Beatbox Battle             | Basel, Schweiz   | Ausgeschieden |
| 2018 | World Beatbox Classic            | Foshan, China    | Top 8         |

| Jahr | Wettbewerb / Veranstaltung                     | Teilnahmeort            | Bemerkung                                                  |
| ---- | ---------------------------------------------- | ----------------------- | ---------------------------------------------------------- |
| 2018 | Kunitori Beatbox Battle                        | Tokio, Japan            | Jury                                                       |
| 2018 | Die to Die vol.4                               | Busan, Südkorea         | Jury                                                       |
| 2018 | Mund an Mund                                   | Seoul, Südkorea         | Jury                                                       |
| 2018 | Koreanisch-amerikanisches Freundschaftskonzert | Atlanta, USA            | Auftritt mit koreanisch-amerikanischen Symphonie Orchester |
| 2019 | Einen Flug Ton                                 | Seoul, Südkorea         | Jury                                                       |
| 2019 | ARMAGEDDON 2019                                | Kuala Lumpur, Malaysien | Jury                                                       |
| 2019 | Beatbox Legend Championship                    | Atlanta, USA            | Jury                                                       |

## Diskografie

### Singlealben
| Titel      | Details                                                                            | Trackliste |
| ---------- | ---------------------------------------------------------------------------------- | --- |
| DAY BY DAY | - Veröffentlicht: 31. Mai 2019 - Label: iHQ, Warner Music Korea - Format: Download | 1. Day by Day (하루하루) (Prod. Rocoberry) 2. Get Tired of My Love 3. Day by Day (englische Version) 4. Day by Day (Instrumental) |

### Singles
| Titel                                          | Jahr | Album          |
| ---------------------------------------------- | ---- | -------------- |
| „Joshua at Metro“ (지하철의 조슈아) (mit 015B) | 2018 | New Edition 06 |
| „Day by Day“ (하루하루) (Prod. Rocoberry)      | 2019 | DAY BY BAY     |
| „Get Tired of My Love“                         | 2019 | DAY BY BAY     |

## Filmografie

### TV Show
| Jahr | Netzwerk          | Programm                 | Rolle                | Bemerkung                                     |
| ---- | ----------------- | ------------------------ | -------------------- | --------------------------------------------- |
| 2017 | NBC               | The Ellen DeGeneres Show | Gast                 | Staffel 15, Episode 7                         |
| 2017 | YouTube’s MIC SWG | Mic Swagger III          | er selbst (mit Zizo) | Episode 16                                    |
| 2017 | Arirang TV        | Heart to Heart           | Gast                 | Episode 111                                   |
| 2019 | Mnet              | I Can Here Your Voice    | Kandidat             | Staffel 6, Episode 3 (AOMGs Hip-Hop-Künstler) |